# Herfølge Boldklub
L'Herfølge Boldklub (Herfølge BK) és un club de futbol danès de la ciutat d'Herfølge.

## Història
El club va ser fundat el 3 de juny de 1921 a Herfølge.

## Palmarès
- Lliga danesa de futbol (1):
  - 2000

## Jugadors destacats
- Thomas Christiansen Tarín
- Miklos Molnar
- Allan Nielsen
- John Jensen